# Kälteagglutinine
Kälteagglutinine, auch Kälteantikörper (Kälte-AK), sind IgM-Autoantikörper im Blut, die erst bei niedrigen Temperaturen (10–15 °C) wirksam werden und gegen ein bestimmtes Antigen (meist I oder i) auf der Oberfläche von Erythrozyten gerichtet sind.

## Wirkung
Kälteagglutinine bewirken eine – bei steigenden Temperaturen wieder rückbildungsfähige – Verklumpung (Agglutination) der Erythrozyten und verursachen dadurch eine Verstopfung kleinerer Blutgefäße. Des Weiteren können Kälteagglutinine als „Kältehämolysine“ zur Auflösung der Erythrozyten (Hämolyse) führen. Das entsprechende Krankheitsbild wird Kälteagglutinationskrankheit oder Kälteagglutininkrankheit genannt.

## Bedeutung
Niedrige Titer (< 1:64) werden häufig im Serum oder Plasma gesunder Personen gemessen und haben keine Bedeutung. Höhere Titer können bei kaltem Wetter Symptome verursachen: Schmerzen, Akrozyanose, Raynaud-Symptomatik. Ein akutes Kälteagglutinin-Syndrom kann vorkommen bei Infektionen mit Mykoplasmen, gelegentlich auch bei EBV-Mononukleose oder Röteln. Das chronische Kälteagglutinin-Syndrom kommt vor allem bei B-Zell-Lymphomen oder selten auch idiopathisch vor. Etwa 7–25 % der autoimmunhämolytischen Anämien sollen durch Kälteagglutinine verursacht werden.
Patienten mit Kälteagglutininen wird bei Bluttransfusionen nur erwärmtes Blut gegeben. Ebenso dürfen sie selbst kein Blutplasma spenden; bei einer Vollblutspende wird das Plasma ebenso wie der Buffy-Coat im Anschluss vernichtet.
Bei der immunhämatologischen Diagnostik können Kälteagglutinine Untersuchungen stören, z. B. die Blutgruppenbestimmung, da diese ebenfalls auf Agglutinationsreaktionen beruhen.
Die Kälteagglutinine sind nicht zu verwechseln mit den Kryoglobulinen.